# Díptic de Marilyn
El Díptic de Marilyn (1962) és una serigrafia realitzada per l'artista de pop art americà Andy Warhol. La peça és una de les obres més coneguda de l'artista i ha estat lloada per diversos crítics culturals com Camille Paglia i altres. La peça original és actualment propietat de la Tate.
En aquest díptic de Marilyn Warhol pren una de les icones que representen millor la cultura americana i de l'Star system, i reprodueix la seva imatge per mitjà de la serigrafia. A partir d'una fotografia característica de l'actriu, Warhol crea una pantalla en la qual les reserves en negatiu li permeten transferir aquesta imatge sobre qualsevol superfície (en aquest cas, els dos grans llenços que conformen l'obra i en els quals Warhol reprodueix en cada un 25 vegades el retrat de l'estrella de cinema).
Les successives reproduccions mostren les seves voluntàries imperfeccions, brutícies i variacions d'intensitat de la tinta, amb què l'autor, que utilitza un procediment de reproducció quasi industrial com la serigrafia, vol introduir l'atzar. Com és una obra feta manualment introdueix, també, el que és l'error com a element que qüestiona els conceptes del que vol dir perfecte, bell i el "gran art".
Curiosament, el color dels rostres de la tela de l'esquerra és pintura acrílica aplicada a brotxa abans que les serigrafies i seguint desigualment el contornejat previ, de manera que un determinat color pot ultrapassar les vores de l'element que hauria de pintar.
La mateixa repetició d'imatges anul·la l'efecte que una imatge única, que podria ser presa com una icona, és a dir com un objecte de reverència, podria tenir i ens fa pensar en com un superàvit d'imatges pot arribar a immunitzar a l'espectador de l'efecte que puguin produir.

## Història
El treball es va completar durant unes setmanes després de la mort de Marilyn Monroe a l'agost de 1962. Conté cinquanta imatges de l'actriu, totes basades en una fotografia publicitària de la pel·lícula Niagara (1953).
S'ha suggerit que la relació entre el costat esquerre i el costat dret de l'obra és evocadora de la relació entre la vida de la celebritat i la mort. El treball ha rebut l'elogi d'escriptors com l'acadèmica i crítica cultural nord-americà Camille Paglia, qui va escriure Glittering Images al 2012, lloant la forma en què es mostra la «multiplicitat de significats» en la vida i llegat de Monroe. La peça és propietat de la Tate. El 2 de desembre de 2004 en un article a The Guardian, la pintura va ser nomenada el tercera peça més influent d'art modern en una enquesta de 500 artistes, crítics, i altres. La peça es troba en exhibició a la Tate Modern, com a part de l'exposició: Witty, Sexy, Gimmicky: Pop 1957-1967.

## Anàlisi
Des del punt de vista formal és una representació figurativa i encara que amb certa semblança a la fotografia de Marilyn ningú podria dir que és ella sinó una representació. Pel que fa a la línia, si bé no està molt definida, si que semblen existir en els llavis, ulls, celles, pestanyes, rínxols del cabell, en l'oval de la cara. Tot just s'aprecia volum tot i que sí que es percep l'ombrejat al coll i sobretot en els cabells amb efecte de clarobscur en una representació essencialment plana. No obstant, no hi ha efecte de profunditat o perspectiva.
Destaquen des del punt de vista formal els colors que són intensos, vibrants i cridaners gairebé sense gradació, ja que no hi ha efecte de llum i es distribueixen per zones el groc en el pèl, rosa en l'oval de la cara, vermell als llavis, turquesa a les parpelles dels ulls.
L'expressió si ens fixem durant uns minuts no transmet res com si ho feia en canvi la Mona Lisa. Tampoc existeix ni ritme ni moviment. La repetició en sèrie d'aquestes imatges vindrien a significar la seva conversió en coses en objectes de consum.

## Context i estil
El pop art té el seu origen el 1947 a Escòcia però sobretot es va donar a finals dels anys 50 i en la dècada dels 60 coincidint amb el triomf als Estats Units de la societat del consum i una cultura destinada a les masses. Pel que fa als Estats Units són els anys on es dona un progrés continu, amb el president Kennedy al poder. Per altra banda, a Europa, concretament a Anglaterra, es l'època de l'aparició dels Beatles com un dels fets més significatius.
El Pop Art va ser un moviment artístic i cultural que s'ha de situar dins d'una tendència general caracteritzada per la volta a la figuració, com a reacció a l'art elitista de l'expressionisme abstracte, en la qual es troba el neodadaisme, el pop art i l'hiperrealisme. Amb aquest estil els artistes s'inspiren en objectes i mites de la societat de consum i de masses extrets dels mitjans de comunicació com anuncis, publicitaris, còmic, fotografies d'estrelles de cinema, de música o polítiques... A més, mantenen diferents actituds davant d'aquestes imatges en alguns casos senten com una proximitat i empatia en tant suposen un rejoveniment de l'art i una simplificació dels continguts que porten al divertit (es produeix una comunió artista espectador, ja que, és un art molt popular); però en altres casos el pop art és una via per a la crítica cap al consumisme que ens atrapa i aliena. La repetició d'aquestes imatges populars fins a l'avorriment en els mitjans de comunicació condueix a la seva banalització o cosificació, una cosa que de tant consumir queda gastat i sense contingut

## L'obra i l'autor
Amb una mirada sostinguda, les obres de Warhol revelen que va ser influït no només per la cultura pop, sinó també per la història de l'art, i especialment per l'art que llavors era popular a Nova York. Per exemple, en aquest quadre, podem identificar les característiques dels pintors expressionistes abstractes com Jackson Pollock i Willem de Kooning.
Warhol té com a tema de la seva pintura una imatge impersonal. Tot i que va ser un il·lustrador guardonat, en lloc de fer el seu propi dibuix de Monroe, s'apropia a una imatge que ja existeix. A més, la imatge no és el dibuix d'un altre artista, sinó una fotografia feta per a la reproducció massiva. Fins i tot si no reconeixem la font (una foto publicitària de la pel·lícula de Monroe al 1953 del Niàgara), sabem que la imatge és una foto, no només per la seva versemblança, sinó també pel contrast més elevat entre les zones il·luminades i ombres d'ella que associem amb el flaix d'un fotògraf. Fidel a la seva forma, l'actriu ens mira de manera seductora sota els ulls de tapa pesada i amb els llavis separats; però la seva expressió també és una mica inescrutable i la repetició fa que la seva cara es torni en una màscara misteriosa i inanimada. L'ús de la tècnica de serigrafia de Warhol "aplana" la cara de l'estrella. Mitjançant la projecció de plànols amplis de color sense modificar, l'artista elimina l'ombra que progressivament crea un sentit de volum tridimensional i suspèn l'actriu en un buit abstracte. A través d'aquestes opcions, Warhol transforma la literalitat de la foto publicitària en paper en una “planitud” emocional i l'actriu en una mena d'autòmat. D'aquesta manera, la pintura suggereix que "Marilyn Monroe", una estrella fabricada amb un nom confeccionat, no és més que un símbol (sexual) unidimensional, potser no sigui l'objecte més adequat de la nostra devoció gairebé religiosa
Mentre que les repeticions de serigrafia de Warhol aplanen la identitat de Monroe, també complauen la seva pròpia identitat com a artista d'aquesta obra. El procés de serigrafia va permetre a Warhol (o als seus assistents) reproduir la mateixa imatge una vegada i una altra, utilitzant diversos colors. Una vegada que es fabriquen les pantalles i s'escullen els colors, l'artista simplement estén les tintes de manera uniforme sobre les pantalles utilitzant una rasqueta àmplia. Tot i que hi ha diferències d'una cara a l'altra, sembla que són els subproductes accidentals d'un procés quasi-mecànic, més que el producte del judici de l'artista. La tècnica de pintura en memòria de Warhol es fa ressò per la rígida composició de l'obra, una quadrícula de cinc per cinc, que es repeteix a les dues meitats de la seva superfície.
Aquí, com en moltes obres neodadaistes, minimalistes i conceptuals, la graella és com un programa que l'artista utilitza per "automatitzar" el procés de composició de l'obra, en comptes de dependre de pensaments o sentiments subjectius per prendre decisions. Però, mentre que la majoria de les obres que utilitzen les graelles són abstractes, aquí, la graella repeteix una foto d'una estrella de cinema, que fa que la pintura s'assembli a un full de contacte del fotògraf, o una sèrie de tires de pel·lícula col·locades al costat. Aquestes referències a les formes mecàniques de reproducció demostren encara més que per a Warhol la pintura ja no és un mitjà elevat diferent de la cultura popular.